# Varuna (indische Gottheit)

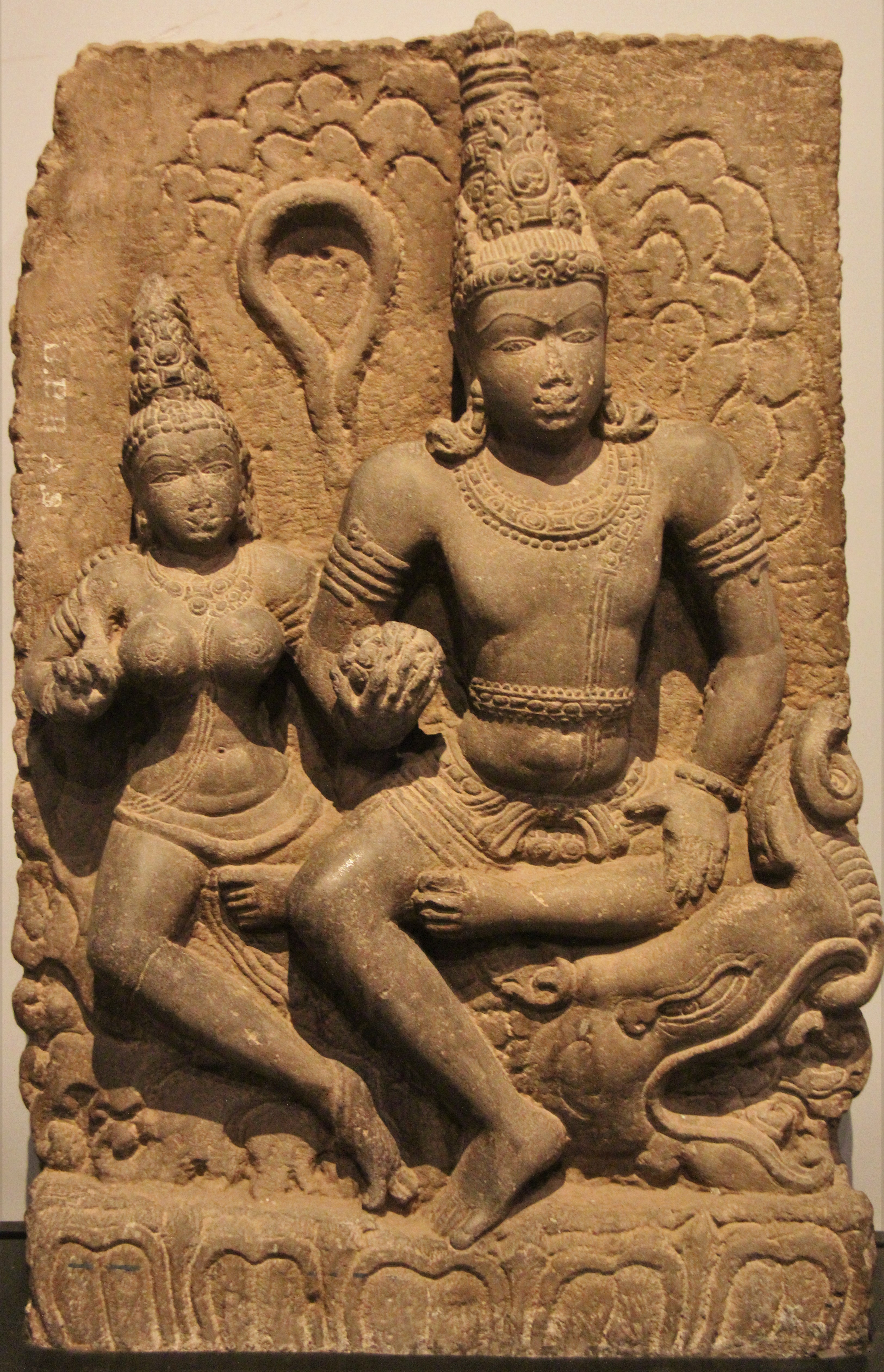
Varuna und Varuni auf dem Wasserungeheuer Makara (8. Jh.)

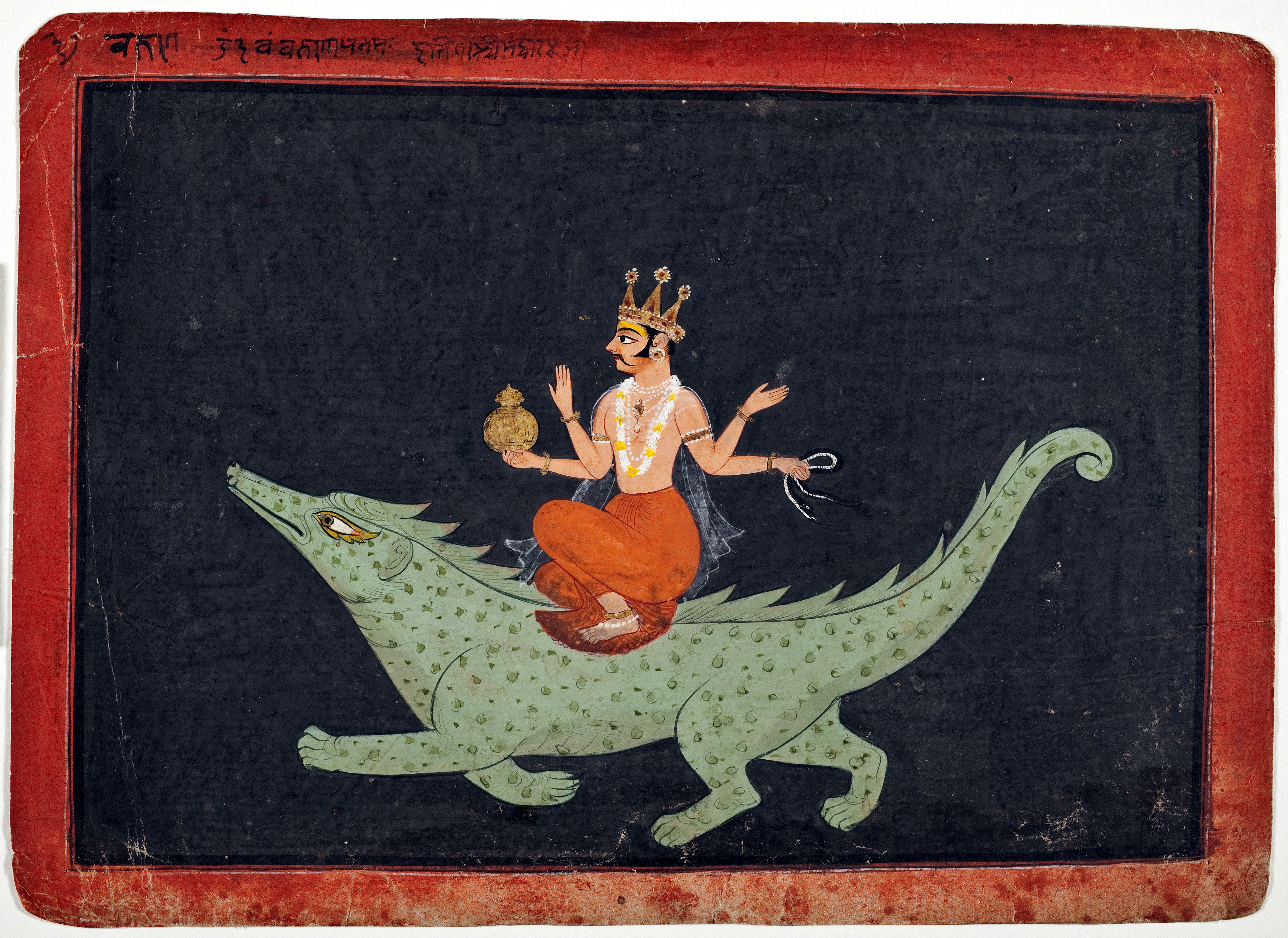
Darstellung Varunas aus Rajasthan, um 1680

Varuna (Sanskrit, m., वरुण, Váruṇa „Der Allumfassende“, der „Umhüller“) ist eine der höchsten und am meisten verehrten indischen Gottheiten der frühvedischen Zeit. Mit Mitra und Aryaman bildet er eine frühe vedische Triade. Er wird oft zusammen mit seinem Gegenpol und Zwillingsbruder Mitra erwähnt und angerufen. Zusammen erhalten beide den Himmel und die Erde. Sie ermutigen die Frommen und bestrafen die Bösen.

## Bedeutung
Varuna gilt als Gott der kosmischen und moralischen Ordnung (Rita); Opfer und Rituale an ihn sollen die Aufrechterhaltung der kosmischen Ordnung gewährleisten. Dabei handelt es sich um einen Nachvollzug der von den Göttern vollbrachten Opferhandlungen, die ständig erneuert werden sollten. Die Könige gelten als Varunas irdische Repräsentanten. Varuna ist auch der Gott des Eides und der Wahrheit. Für Varuna gibt es ein merkwürdiges Ritual, bei dem man dem Gott Gerste opfert (Varunapraghasa). Dabei hat die Frau des Opferers zu beichten, ob sie neben ihrem Gatten noch mit anderen Männern lebe. Das Ritual soll Fruchtbarkeit und Regen bringen. Varuna gilt als furchteinflößender, strenger, ernsthafter, schädigender und strafender Gott, der auch zornig werden kann. In den an ihn gerichteten Hymnen der Rigveda wird er oft um Gnade und Nachsehen angebetet und um Verzeihung für begangene Sünden gebeten. Man versucht ihn zu beschwichtigen. Er soll von seinem Zorn und einer Strafe absehen und von Sünden befreien. Allein ihn zu verehren, macht gerecht und frei von Sünden. Der Gott ist zwar streng, aber stets gerecht, er verzeiht Sünden schnell und lässt sich leicht besänftigen. Neben der Wahrnehmung moralischer Funktionen, ist Varuna auch eng mit dem Wasser verbunden. Er wohnt in den Seen, Flüssen, den Meeren und Quellen sowie dem himmlischen Ozean. Er ist auch für den Regen verantwortlich und kann Sünder mit Wassersucht strafen. In Ritualen wird er häufig insbesondere in Verbindung mit Wasser angerufen. Man nimmt dabei Wasser in die Handfläche und schwört oder flucht dabei, um dadurch den Fluch oder Schwur zu bekräftigen oder zu verstärken. Ebenso wird Varuna als Gott der Nacht und des Mondes verehrt. Er gilt als „König der Nagas“ („Schlangen“) und neben Yama, der ersten Person, die sterben musste, als „Herr der Toten“. Die Seelen der Ertrunkenen kommen traditionell zu Varuna. Daneben fungiert er neben Yama als Totenrichter. Der Gott wacht auch über das heilige Getränk Soma. Oft wird er auch als Schöpfer der Sonne bezeichnet, die häufig als sein Auge dargestellt wird.
In späterer Zeit tritt er gegenüber dem kriegerischen Indra in den Hintergrund, der viele klassische Aufgaben des Varuna übernimmt und ihn verdrängt zu haben scheint. Ihm gegenüber ist Varuna ein statischer, passiver Gott, während es sich bei Indra um eine aktive und dynamische Gottheit handelt. Während Indra aktiv das Rita im Kampf gegen die Asuras verteidigt, fungiert Varuna mehr als der allwissende Erhalter der Welt, wachsamer Hüter und Wächter des Rita. Er selbst fällt insgesamt nicht wie Indra durch Taten und mythologische Ereignisse auf, sondern durch den großen gleichmäßigen Charakter seines Daseins und Wirkens. In gewisser Weise ist Varuna mächtiger als Indra, weil er noch weit über seiner himmlischen Wohnstadt Svarga wohnt. Da er damit auch weiter weg von der Erde lebt, hat er aber auch weniger Einfluss und direkten Kontakt zu den Menschen. Im Gegensatz zu Indra und Agni gehört er der älteren Götterklasse der Asuras an, die über Maya verfügen, während Indra und Agni zu den Devas gezählt werden. Ihnen gegenüber besitzt der Gott auch ein paar dunkle, furchteinflössende und bösartige Züge. Der Gott hat ein doppeltes, widersprüchliches Wesen. Varuna gilt als höchster Asura und zwar in der alten Bedeutung des Wortes.
Der Atharvaveda beschreibt, dass Varuna im Gegensatz zu seinem Zwillingsbruder Mitra schwarzes Getreide und die schwarzen Widderopfer zustehen, während Mitra die weißen erhält.
Verheiratet ist Varuna mit Varuni, der Göttin des Weins, die bei der Quirlung des kosmischen Milchozeans zum Vorschein kommt und den „Dämonen“ zugesprochen wird. Er wohnt in einem reinweißen Schloss im Himmel. Die Nächte sind seine Geliebten, die der Gott umschlungen hält.
Varuna („der Umhüller“) ist ursprünglich die Personifikation des allumfassenden Himmels und der oberste der sieben Adityas und damit wie sein Bruder Mitra Sohn der Göttin Aditi. Die Lieder an ihn gehören zu den erhabensten Partien des Veda und schildern ihn als den allweisen Schöpfer, Erhalter und Regenten der Welt, den allwissenden, allgegenwärtigen und allmächtigen Beschützer des Guten und Rächer des Bösen, heilig und gerecht, doch voll Erbarmen. Er erschafft Himmel und Erde und bestimmt die äußersten Grenzen, wie den Horizont. Er ist u. a. dafür verantwortlich, dass die Sonne über den Himmel zieht, dass Tag und Nacht sowie die Jahreszeiten aufeinander folgen. Varuna ist nicht zu täuschen. Seine Diener und Spione sind die Sterne, die für ihn die Erde und die Menschen überwachen. Wie er kennen sie alle Taten und Sünden der Menschen, ebenso ihre verborgenen Geheimnisse. Varuna kennt sowohl Vergangenheit als auch Zukunft. Mit seiner Schlinge fängt er die Sünder und Wortbrüchigen, ebenso kann er sie aber, wie seine Mutter Aditi, auch davon befreien und wieder losbinden. Varuna gilt als König, als König über die Natur, die Götter und die Menschen.

## Ikonographie
Dargestellt wird Varuna stets mit den Attributen Sonnenschirm, mit dem er die Gerechten beschützt und Schlinge, mit der er die Unbotmäßigen bindet. Er reitet auf einem Makara einem Fabelwesen aus Krokodil, Elefant, Fisch und Schildkröte, aus dessen Maul alles pflanzliche und tierische Leben hervorgeht. Seine Körperfarbe ist meist weiß oder blau. Mond und Sonne bzw. die Sterne gelten oft als seine Augen. Der Wind ist sein Atem.
Varuna ist eine indische Bezeichnung des Planeten Neptun.

## Varuna in späterer Zeit
In der späteren brahmanischen Zeit wird er einer der acht Lokapalas („Welthüter“) und bewahrt fortan die westliche Himmelsrichtung vor negativen Einflüssen. In den heutigen hinduistischen Religionsphilosophien spielt Varuna im Glaubensleben keine, beziehungsweise eine sehr untergeordnete Rolle. Bei Anhängern der brahmanistischen Religionsphilosophien (wie zum Beispiel den Saraswat Brahmanen aus Haryana oder den Nambuthiris aus Kerala) wird er zum Teil als Familiengottheit (Kuldevta) verehrt. Darüber hinaus gilt er teilweise noch als Wasser- und Regengott. In dieser Funktion wird der Gott auch im Hindu-Epos Mahabharata erwähnt, als Rama den Ozean (personifiziert als Varuna) bittet, ihn nach Lanka passieren zu lassen. Der Begriff des Rita wird heute in den Texten nicht mehr verwendet und ist durch den Begriff des Dharma abgelöst und ersetzt worden.